# Liste der Biografien/Schneider, N
Liste der Biografien |
Portal Biografien |
N Personensuche
# |
A |
B |
C |
D |
E |
F |
G |
H |
I |
J |
K |
L |
M |
N |
O |
P |
Q |
R |
S |
T |
U |
V |
W |
X |
Y |
Z |
?
 
Sa |
Sb |
Sc |
Sd |
Se |
Sf |
Sg |
Sh |
Si |
Sj |
Sk |
Sl |
Sm |
Sn |
So |
Sp |
Sq |
Sr |
Ss |
St |
Su |
Sv |
Sw |
Sy |
Sz
 
Sca–Sce |
Sch |
Sci–Scz
 
Scha |
Schc |
Schd |
Sche |
Schg |
Schi |
Schj |
Schk |
Schl |
Schm |
Schn |
Scho |
Schp |
Schr |
Schs |
Scht |
Schu |
Schv |
Schw |
Schy
 
Schna |
Schne |
Schni |
Schno |
Schnu |
Schny
 
Schneb |
Schnec |
Schned |
Schnee |
Schneg |
Schneh |
Schnei |
Schnek |
Schnel |
Schnep |
Schner |
Schnet |
Schneu |
Schnew |
Schney |
Schnez
 
Schneib |
Schneic |
Schneid |
Schneie |
Schneik |
Schneis |
Schneit
 
Schneida |
Schneide |
Schneidh |
Schneidl |
Schneidm |
Schneidr |
Schneidt
 
Schneidem |
Schneiden |
Schneider |
Schneidew
 
Schneider, A |
Schneider, B |
Schneider, C |
Schneider, D |
Schneider, E |
Schneider, F |
Schneider, G |
Schneider, H |
Schneider, I |
Schneider, J |
Schneider, K |
Schneider, L |
Schneider, M |
Schneider, N |
Schneider, O |
Schneider, P |
Schneider, R |
Schneider, S |
Schneider, T |
Schneider, U |
Schneider, V |
Schneider, W |
Schneider, Y |
Schneiderb |
Schneidere |
Schneiderf |
Schneiderh |
Schneiderl |
Schneiderm |
Schneidero |
Schneiders |
Schneiderw
Die Liste der Biografien führt alle Personen auf, die in der deutschsprachigen Wikipedia einen Artikel haben. Dieses ist eine Teilliste mit 16 Einträgen von Personen, deren Namen mit den Buchstaben „Schneider, N“ beginnt.

## Schneider, N

### Schneider, Na
- Schneider, Nadine (* 1990), deutsche Schriftstellerin

### Schneider, Ni
- Schneider, Nick (1943–2024), US-amerikanischer Jazzmusiker (Bass)
- Schneider, Nicolaus (1884–1953), luxemburgischer Altorientalist
- Schneider, Niels (* 1987), frankokanadischer SchauspielerNiels Schneider (* 1987)

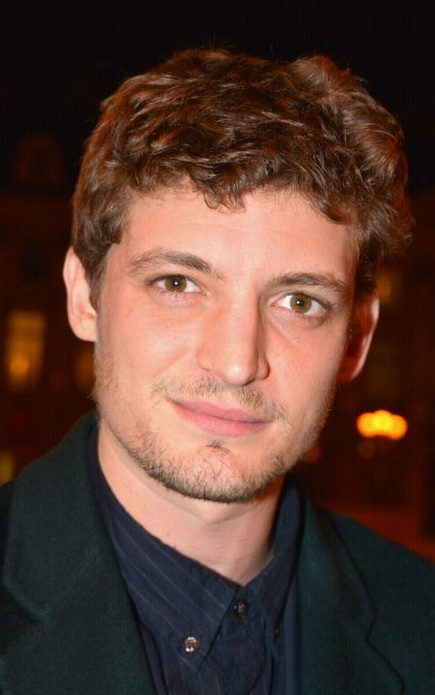
Niels Schneider (* 1987)

- Schneider, Niklas (* 2004), österreichischer Fußballspieler
- Schneider, Nikolaus (* 1947), deutscher evangelischer Theologe
- Schneider, Nils (* 1969), deutscher Allgemein- und Palliativmediziner
- Schneider, Nina (* 1973), österreichische Autorin, Schauspielerin und Übersetzerin

### Schneider, No
- Schneider, Noemi (* 1982), deutsche Regisseurin und Autorin
- Schneider, Norbert (* 1935), deutscher Jurist und Politiker (CDU), MdL
- Schneider, Norbert (* 1940), deutscher Theologe, Medienmanager und Publizist
- Schneider, Norbert (1945–2019), deutscher Kunsthistoriker
- Schneider, Norbert (* 1979), österreichischer Sänger, Songwriter, Musikproduzent und Gitarrist
- Schneider, Norbert F. (* 1955), deutscher Hochschullehrer, Professor für Soziologie
- Schneider, Norman (* 1972), deutscher Figurenbildner und Puppenspieler
- Schneider, Notker (1957–2021), deutscher Philosoph und Hochschullehrer